# ميك غاردنر
ميك غاردنر (بالإنجليزية: Mick Gardner)‏ هو سياسي أسترالي، ولد في 12 يناير 1899 في سيدني في أستراليا، وتوفي في 17 فبراير 1981 في أستراليا. حزبياً، نشط في حزب العمال الأسترالي. وقد انتخب عضو المجلس التشريعي ولاية كوينزلاند.